# عبد الصمد الكنفاوي
عبد الصمد الكنفاوي كاتب مسرحي ونقابي ودبلوماسي مغربي، من مواليد مدينة العرائش سنة 1928، توفي بالدار البيضاء سنة 1976.
يعتبر أحد رواد المسرح بالمغرب، ومكون الجيل الأول من المسرحيين المغاربة.

## مسيرته
ولد الكنفاوي بالعرائش سنة 1928، تابع دراسته الثانوية بثانوية مولاي يوسف بالرباط التي حاز منها على شهادة الباكالوريا في العام 1951، قبل أن يستكمل دراسته الجامعية في شعبة القانون.
والتحق في العام 1953 بمصلحة الشباب والرياضة كمنشط بورشات التدريب والتكوين المسرحية التي كان ينظمها مركز «الفلين» بغابة المعمورة بالقرب من الرباط.
وبالموازاة مع نشاطه التكويني الذي كان يباشره إلى جانب الطاهر واعزيز والفرنسيين أندريه فوازين وشارل نوغ، اشتغل الكنفاوي قيِّما على مكتبة المركز، وهو ما أتاح له تعميق مداركه في المجالات التي كان مهتما بها ولاسيما الثقافة الفنية والمسرحية.
وحمل العمل المسرحي الأول الذي أنتجه الكنفاوي اسم «الشطّابة»، تلته أعمال أخرى مستوحاة من أعمال الكاتب المسرحي الفرنسي موليير، وعرضت مختلف هذه الأعمال بالمغرب وباريس غداة حصول المملكة على استقلالها في العام 1956.
وكتب الكنفاوي لاحقا العديد من النصوص المسرحية، من ضمنها عمله الفني المعروف باسم «بوكتف»، و«مولا نوبة»، و«السي التاقي»، و«سلطان الطلبة».
كما انتقل إلى العمل المسرحي الارتجالي من خلال نصه الذي يحمل عنوان «الارتجال على اللحية الزرقاء»، الذي قدّم فيه رؤى متعلقة بالمشاهد المسرحية توفر هامشا للعب الارتجالي على الخشبة.
وفضلا عن ذلك، كان عبد الصمد الكنفاوي ديبلوماسيا ومكونا للأطر النقابية وموظفا ساميا بوزارة التشغيل، وكاتبا عاما لمكتب التسويق والتصدير والصندوق الوطني للضمان الاجتماعي.
قام بإنشاء وتنشيط المسرح العمالي بالمركزية النقابية الاتحاد المغربي للشغل في نهاية خمسينيات القرن العشرين.
ولا ينظر الكنفاوي إلى المسرح كأداة ترفيهية فقط، بل باعتباره التزاما وموقفا. ومن أجل مواجهة الظلم، استغل السخرية التي تعد آلية قديمة للتعبير الجماعي واستلهم منها لغة مشفرة، ونقدية في مواجهة التفاوتات.
وتتميز لغة الكنفاوي باستعمال الاستعارة والمعاني، وهي تقنيات جعلت مسرحياته تزخر بأمثال وأقوال مستواحاة من التراث الشعبي المغربي.
وتمتح أعماله من التراث الوطني القديم ومن ثقافات أجنبية أخرى لاسيما الفرنسية منها، وقد كيف كتاباته على السياق المغربي وأغناها بخياله الخصب ومرجعياته الثقافية.
وهكذا، ترجم واقتبس «لفوربوري دو سكابان» وكيفه مع الواقع المغربي ليحمل اسم «اعمايل جحا»، فيما باتت مسرحية "طرطوف"، تحمل اسم «السي التاقي».
وقد ميز هذا التلاقح الذي جمع بين الأصالة والانفتاح المشهد المسرحي المغربي الصاعد الذي كان له تأثير بالغ في أعمال مسرحيين كالطيب الصديقي وأحمد الطيب العلج وعبد السلام الشرايبي وإدريس التادلي، وأرسى الفن المسرحي في المشهد الثقافي المغربي.

## روابط خارجية
- صفحة عبد الصمد الكنفاوي على موقع goodreads.com
- عبد الصمد الكنفاوي.. حكاية نبوغ